# Ménétréols-sous-Vatan

Ménétréols-sous-Vatan este o comună în departamentul Indre, Franța. În 1 ianuarie 2022 avea o populație de 117 de locuitori.